# Australian Open-mesterskabet i herredouble 2019
Australian Open-mesterskabet i herredouble 2019 var den 107. turnering om Australian Open-mesterskabet i herredouble. Turneringen var en del af Australian Open 2019 og bliver spillet i Melbourne Park i Melbourne, Victoria, Australien i perioden 16. - 27. januar 2019.
Mesterskabet blev vundet af Pierre-Hugues Herbert og Nicolas Mahut, som dermed vandt Australian Open-mesterskabet i herredouble for første gang og som samtidig fuldførte en karriere-grand slam i herredouble, idet parret tidligere havde vundet de tre andre grand slam-titler i herredouble. Det franske par blev dermed det blot ottende makkerpar i tennissportens historie (og det første siden Bob og Mike Bryan i 2006), der opnåede at vinde alle fire herredoubletitler på grand slam-niveau. Herbert og Mahut blev også de første franske vindere af Australian Open-mesterskabet i herredouble, siden Fabrice Santoro og Michaël Llodra vandt titlen for andet år i træk i 2004. I finalen besejrede de 5.-seedede franskmænd mestrene fra 2017, Henri Kontinen og John Peers, med 6-4, 7-6(1).
Siden sidste mesterskab var kampenes format blevet ændret, idet Tennis Australia havde indført en ny afgørelse på afgørende sæt i form af en tiebreak til 10 point ved stillingen 6-6, som afløste det hidtidige format, hvor det sidste sæt skulle vindes med to overskydende partier. Det nye format kom i brug allerede i første runde, hvor Radu Albot og Malek Jaziri blev de første vindere af en kamp afgjort med en 10-points-tiebreak i tredje sæt i Australian Open-mesterskabet i herredouble, da de besejrede Ben McLachlan og Jan-Lennard Struff med 6-2, 3-6, 7-6(11-9).

## Højdepunkter

### Første runde
Jackson Withrow og Jack Sock stod bag en stor overraskelse i første runde, da den amerikanske duo sendte det andetseedede par og foregående års finalister, colombianerne Juan Sebastián Cabal og Robert Farah, ud af turneringen med 6-7(6), 6-3, 6-4 i en kamp, hvor Withrow og Sock endda misbrugte en sætbold i første sæt.

### Anden runde
De forsvarende mestre, Oliver Marach og Mate Pavić (seedet 1), blev sendt ud i anden runde af Máximo González og Nicolás Jarry med 6-4, 6-4, og Bob og Mike Bryan (4) gik videre til tredje runde af Australian Open-mesterskabet i herredouble for 18. år i træk, da de i anden runde besejrede Adrian Mannarino og Andreas Mies med 7-5, 4-6, 6-2. Mestrene fra 2016, Jamie Murray og Bruno Soares (3), blev alvorligt testet, inden de havde sikret sig deres plads i tredje runde med 3-6, 6-2, 7-5 over Luke Bambridge og Jonnt O'Mara, mens Marcelo Demoliner og Frederik Løchte Nielsen havde nul breakbolde imod sig på vej mod sejren på 6-3, 6-2 mod Dominic Inglot og Franko Škugor (10).

### Tredje runde
I en gentagelse af deres semifinale fra 2017 vandt Bob og Mike Bryan (4) med 6-4, 7-6(3) over Pablo Carreño Busta og Guillermo Garcia-Lopez, mens sjetteseedede Raven Klaasen og Michael Venus blot skulle bruge 62 minutter på at sende Marcelo Demoliner og Frederik Løchte Nielsen ud med cifrene 6-3, 6-1. Henri Kontinen og John Peers (12), der havde vundet 2017-mesterskabet, sikrede sig endnu en kvartfinaleplads ved at vinde med 7-6(5), 6-4 over Radu Albot og Malek Jaziri. Det australske wildcard-par Blake Ellis og Alexei Popyrin afværgede en matchbold i andet sæts tiebreak på vej til sejren over Marcelo Arévalo og Jamie Cerretani på 2-6, 7-6(7), 6-4.
Jamie Murray og Bruno Soares (3) reddede hele tre matchbolde i streg, inden de gik videre til kvartfinalerne med 6-7(3), 6-2, 7-5 over Kevin Krawietz og Nikola Mektić, mens Pierre-Hugues Herbert og Nicolas Mahut (5) kom tilbage fra 2-5 til 7-5 i andet sæts tiebreak i sejren på 4-6, 7-6(5), 6-4 over Rajeev Ram og Joe Salisbury (11).

## Pengepræmier og ranglistepoint
Den samlede præmiesum til spillerne i herredouble androg A$ 3.537.000 (ekskl. per diem), hvilket var en stigning på 10 % i forhold til året før.
| Resultat               | Pengepræmier | Pengepræmier | Ændring ift. 2018 | ATP-point |
| Resultat               | Pr. par      | Total        | Ændring ift. 2018 | ATP-point |
| ---------------------- | ------------ | ------------ | ----------------- | --------- |
| Vindere (1)            | A$ 750.000   | A$ 750.000   | +7,1 %            | 2.000     |
| Finalister (1)         | A$ 375.000   | A$ 375.000   | +7,1 %            | 1.200     |
| Semifinalister (2)     | A$ 190.000   | A$ 380.000   | +8,6 %            | 720       |
| Kvartfinalister (4)    | A$ 100.000   | A$ 400.000   | +11,1 %           | 360       |
| Tabere i 3. runde (8)  | A$ 55.000    | A$ 440.000   | +12,2 %           | 180       |
| Tabere i 2. runde (16) | A$ 32.500    | A$ 520.000   | +10.2 %           | 90        |
| Tabere i 1. runde (32) | A$ 21.000    | A$ 672.000   | +13,5 %           | 0         |
| Samlet præmiesum       | -            | A$ 3.537.000 | +10,0 %           | -         |

## Turnering

### Deltagere
Turneringen havde deltagelse af 64 par, der var fordelt på:
- 57 direkte kvalificerede par i form af deres ranglisteplacering.
- 7 par, der havde modtaget et wildcard.

#### Seedede par
De 16 bedst placerede af parrene på ATP's verdensrangliste blev seedet:
| Seedning | Rang. | Spiller                             | Resultat     |
| -------- | ----- | ----------------------------------- | ------------ |
| 1        | 7     | Oliver Marach Mate Pavić            | Anden runde  |
| 2        | 10    | Juan Sebastián Cabal Robert Farah   | Første runde |
| 3        | 14    | Jamie Murray Bruno Soares           | Kvartfinale  |
| 4        | 15    | Bob Bryan Mike Bryan                | Kvartfinale  |
| 5        | 23    | Pierre-Hugues Herbert Nicolas Mahut | Mestre       |
| 6        | 30    | Raven Klaasen Michael Venus         | Kvartfinale  |
| 7        | 39    | Łukasz Kubot Horacio Zeballos       | Kvartfinale  |
| 8        | 40    | Ben McLachlan Jan-Lennard Struff    | Første runde |
| 9        | 44    | Jean-Julien Rojer Horia Tecău       | Første runde |
| 10       | 46    | Dominic Inglot Franko Škugor        | Anden runde  |
| 11       | 48    | Rajeev Ram Joe Salisbury            | Tredje runde |
| 12       | 57    | Henri Kontinen John Peers           | Finale       |
| 13       | 61    | Ivan Dodig Édouard Roger-Vasselin   | Anden runde  |
| 14       | 65    | Feliciano López Marc López          | Første runde |
| 15       | 68    | Rohan Bopanna Divij Sharan          | Første runde |
| 16       | 74    | Robin Haase Matwé Middelkoop        | Første runde |

#### Wildcards
Syv par modtog et wildcard til turneringen.
| Par                               | Årsag til wildcard                      | Resultat     |
| --------------------------------- | --------------------------------------- | ------------ |
| Gong Maoxin Zhang Ze              | Vinder af Asia-Pacific wildcard-playoff | Anden runde  |
| Alex Bolt Marc Polmans            | Udpeget af Tennis Australia             | Første runde |
| James Duckworth Jordan Thompson   | Udpeget af Tennis Australia             | Første runde |
| Blake Ellis Alexei Popyrin        | Udpeget af Tennis Australia             | Tredje runde |
| Lleyton Hewitt John-Patrick Smith | Udpeget af Tennis Australia             | Første runde |
| Nick Kyrgios Matt Reid            | Udpeget af Tennis Australia             | Første runde |
| Max Purcell Luke Saville          | Udpeget af Tennis Australia             | Første runde |

### Resultater

#### Kvartfinaler, semifinaler og finale
| Leonardo Mayer |
| João Sousa     |

| Raven Klaasen |
| Michael Venus |

| Leonardo Mayer |
| João Sousa     |

| Jamie Murray |
| Bruno Soares |

| Henri Kontinen |
| John Peers     |

| Henri Kontinen |
| John Peers     |

| Henri Kontinen |
| John Peers     |

| Pierre-Hugues Herbert |
| Nicolas Mahut         |

| Pierre-Hugues Herbert |
| Nicolas Mahut         |

| Bob Bryan  |
| Mike Bryan |

| Pierre-Hugues Herbert |
| Nicolas Mahut         |

| Łukasz Kubot     |
| Horacio Zeballos |

| Ryan Harrison |
| Sam Querrey   |

| Ryan Harrison |
| Sam Querrey   |

#### Første, anden og tredje runde
| Oliver Marach |
| Mate Pavić    |

| Simone Bolelli |
| Andreas Seppi  |

| Oliver Marach |
| Mate Pavić    |

| Max Purcell  |
| Luke Saville |

| Máximo González |
| Nicolás Jarry   |

| Máximo González |
| Nicolás Jarry   |

| Máximo González |
| Nicolás Jarry   |

| R. Carballés Baena |
| Andrej Rublev      |

| Leonardo Mayer |
| João Sousa     |

| Hugo Nys     |
| Benoît Paire |

| R. Carballés Baena |
| Andrej Rublev      |

| Leonardo Mayer |
| João Sousa     |

| Leonardo Mayer |
| João Sousa     |

| Feliciano López |
| Marc López      |

| Dominic Inglot |
| Franko Škugor  |

| Taro Daniel  |
| John Millman |

| Dominic Inglot |
| Franko Škugor  |

| Marcelo Demoliner       |
| Frederik Løchte Nielsen |

| Marcelo Demoliner       |
| Frederik Løchte Nielsen |

| Gerard Granollers |
| Marcel Granollers |

| Marcelo Demoliner       |
| Frederik Løchte Nielsen |

| Lleyton Hewitt     |
| John-Patrick Smith |

| Raven Klaasen |
| Michael Venus |

| Marcus Daniell |
| Wesley Koolhof |

| Marcus Daniell |
| Wesley Koolhof |

| Bradley Klahn     |
| Mikhail Kukusjkin |

| Raven Klaasen |
| Michael Venus |

| Raven Klaasen |
| Michael Venus |

| Jamie Murray |
| Bruno Soares |

| Roman Jebavý   |
| Andrés Molteni |

| Jamie Murray |
| Bruno Soares |

| Luke Bambridge |
| Jonny O'Mara   |

| Luke Bambridge |
| Jonny O'Mara   |

| Marius Copil     |
| Márton Fucsovics |

| Jamie Murray |
| Bruno Soares |

| Kevin Krawietz |
| Nikola Mektić  |

| Kevin Krawietz |
| Nikola Mektić  |

| Nicholas Monroe       |
| Jeevan Nedunchezhiyan |

| Kevin Krawietz |
| Nikola Mektić  |

| Nick Kyrgios |
| Matt Reid    |

| Ivan Dodig             |
| Édouard Roger-Vasselin |

| Ivan Dodig             |
| Édouard Roger-Vasselin |

| Henri Kontinen |
| John Peers     |

| Santiago González    |
| Aisam-ul-Haq Qureshi |

| Henri Kontinen |
| John Peers     |

| James Duckworth |
| Jordan Thompson |

| Ken Skupski  |
| Neal Skupski |

| Ken Skupski  |
| Neal Skupski |

| Henri Kontinen |
| John Peers     |

| Matthew Ebden    |
| Robert Lindstedt |

| Radu Albot   |
| Malek Jaziri |

| Steve Johnson |
| Denis Kudla   |

| Steve Johnson |
| Denis Kudla   |

| Radu Albot   |
| Malek Jaziri |

| Radu Albot   |
| Malek Jaziri |

| Ben McLachlan      |
| Jan-Lennard Struff |

| Pierre-Hugues Herbert |
| Nicolas Mahut         |

| David Marrero |
| Mischa Zverev |

| Pierre-Hugues Herbert |
| Nicolas Mahut         |

| Denys Moltjanov |
| Igor Zelenay    |

| Denys Moltjanov |
| Igor Zelenay    |

| Matteo Berrettini |
| Marco Cecchinato  |

| Pierre-Hugues Herbert |
| Nicolas Mahut         |

| Philipp Oswald |
| Tim Pütz       |

| Rajeev Ram    |
| Joe Salisbury |

| Pablo Cuevas      |
| Fernando Verdasco |

| Pablo Cuevas      |
| Fernando Verdasco |

| Guido Pella             |
| Hans Podlipnik Castillo |

| Rajeev Ram    |
| Joe Salisbury |

| Rajeev Ram    |
| Joe Salisbury |

| Rohan Bopanna |
| Divij Sharan  |

| Pablo Carreño Busta    |
| Guillermo García López |

| Pablo Carreño Busta    |
| Guillermo García López |

| Gong Maoxin |
| Zhang Ze    |

| Gong Maoxin |
| Zhang Ze    |

| Martin Kližan    |
| Marcin Matkowski |

| Pablo Carreño Busta    |
| Guillermo García López |

| Peter Gojowczyk      |
| Albert Ramos Viñolas |

| Bob Bryan  |
| Mike Bryan |

| Adrian Mannarino |
| Andreas Mies     |

| Adrian Mannarino |
| Andreas Mies     |

| Alex Bolt    |
| Marc Polmans |

| Bob Bryan  |
| Mike Bryan |

| Bob Bryan  |
| Mike Bryan |

| Łukasz Kubot     |
| Horacio Zeballos |

| Aljaž Bedene        |
| Maximilian Marterer |

| Łukasz Kubot     |
| Horacio Zeballos |

| Mackenzie McDonald |
| Tennys Sandgren    |

| Jérémy Chardy  |
| Fabrice Martin |

| Jérémy Chardy  |
| Fabrice Martin |

| Łukasz Kubot     |
| Horacio Zeballos |

| Guillermo Durán   |
| Diego Schwartzman |

| Blake Ellis    |
| Alexei Popyrin |

| Blake Ellis    |
| Alexei Popyrin |

| Blake Ellis    |
| Alexei Popyrin |

| Marcelo Arévalo |
| James Cerretani |

| Marcelo Arévalo |
| James Cerretani |

| Jean-Julien Rojer |
| Horia Tecău       |

| Robin Haase      |
| Matwé Middelkoop |

| Ryan Harrison |
| Sam Querrey   |

| Ryan Harrison |
| Sam Querrey   |

| Austin Krajicek |
| Artem Sitak     |

| Austin Krajicek |
| Artem Sitak     |

| Leander Paes           |
| Miguel Á. Reyes-Varela |

| Ryan Harrison |
| Sam Querrey   |

| Taylor Fritz   |
| Cameron Norrie |

| Jack Sock       |
| Jackson Withrow |

| Mirza Bašić   |
| Damir Džumhur |

| Taylor Fritz   |
| Cameron Norrie |

| Jack Sock       |
| Jackson Withrow |

| Jack Sock       |
| Jackson Withrow |

| Juan Sebastián Cabal |
| Robert Farah         |